# Karl Friedrich Gegauf

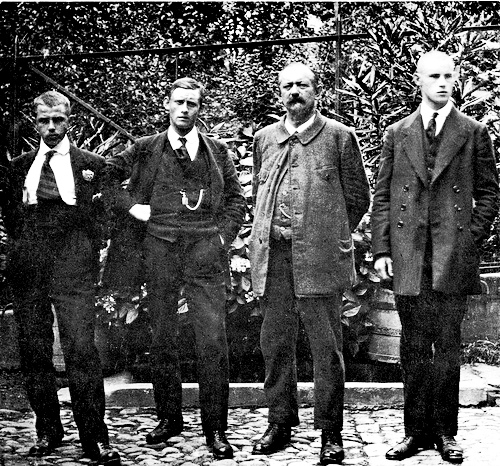
Karl Friedrich Gegauf (Dritter von links) und seine Söhne

Karl Friedrich Gegauf (* 9. November 1860 in Wahlwies; † 13. Dezember 1926 in Steckborn) war ein Schweizer Unternehmer und Erfinder und Gründer der Bernina Nähmaschinenfabrik.

## Leben und Werk
Karl Friedrich Gegauf wurde 1860 in Wahlwies (Baden-Württemberg) geboren. 1876 absolvierte er eine Mechanikerlehre in Hindelwangen (heute ein Ortsteil von Stockach) und Radolfzell und wurde 1880 Mitarbeiter der Stickmaschinenfabrik „Georg Baum“ in Rorschach. Ab 1886 produzierte Gegauf in Tägerwilen im Okenfiner Haus Stickereien sowie selbst erfundene Monogramm-Stickapparate.
Im Frühling 1890 zog er nach Steckborn TG. Dort eröffnete er mit seinem Bruder Georg Gegauf im Refektorium des ehemaligen Klosters Feldbach die Firma „Gebrüder Gegauf“. Das Unternehmen umfasste eine Stickerei und eine Werkstatt zur Produktion einer von ihm erfundenen Monogrammstickmaschine. 1892 entwickelt er die erste Hohlsaum-Nähmaschine und erhielt dafür das Schweizer Patent Nr. 4670. Nach einem Brand in der Stickerei 1895 konzentrierte sich das Unternehmen gänzlich auf die Produktion von Hohlsaum-Nähmaschinen. Damit war es so erfolgreich, dass der Begriff „Gegaufe“ zu einem Synonym für die mechanische Herstellung von Hohlsaum wurde. Der Ausbruch des Ersten Weltkriegs war ein schwerer Schlag für Gegaufs Unternehmen, da der Verkauf von Hohlsaum-Nähmaschinen ins Ausland verboten wurde.
Nach Kriegsende gründete er 1919 seine eigene Firma unter dem Namen „Karl Friedrich Gegauf“. Nach der Eröffnung der Kunstseidenfabrik Steckborn 1923/1924 entwickelte er eine Unterbind- oder Fitzmaschine für Kunstseide, die 1926 produktionsreif war und bis 1932, als die Bernina-Maschine eingeführt wurde, ebenfalls ein Standbein der Firma war.
Nach dem Tod vom Karl Friedrich Gegauf am 13. Dezember 1926 übernahmen seine Söhne Fritz (1893–1980) und Gustav die Fabrik.

## Familie
Karl Friedrich Gegauf war der Sohn von Johann Georg, Arzt in Wahlwies. Er heiratete 1888 in erster Ehe Maria Troll aus Schwarzach (Vorarlberg). Sie hatten die drei Söhne Ernst, Fritz, Gustav und die Tochter Hilda. Nach dem Tod seiner ersten Frau im Jahr 1900, heiratete Gegauf im selben Jahr in zweiter Ehe Maria Haug aus Mühlhausen-Ehingen. Im März 1907 liess sich Gegauf mit seiner ganzen Familie in der Schweiz einbürgern.

## Trivia
Karl Friedrich Gegauf wurde 1890 erster Autobesitzer im Thurgau.